# コレナンデ商会
コレナンデ商会（コレナンデしょうかい）は、NHK Eテレで2016年4月4日から2022年3月31日まで放送されていたパペットと人間によるバラエティ番組。データ放送、字幕放送を実施する。
なお本項では、日曜日に放送されていた『コレナンデサンデー』についても記述する。

## 概要
『ハッチポッチステーション』『クインテット』『フックブックロー』の流れを汲むパペットバラエティの第4弾である。2015年8月6日に夕方17:35からの日替わり枠（通常は『フックブックロー ミニ』と『デザインあ5分版』を放送）でパイロット版を放送した。原作は『クインテット』以来再び下山啓が担当（『フックブックロー』のみ原作は山川啓介が担当）している。アートディレクションにはパペットバラエティシリーズを手がける藤枝リュウジの他、新たに絵本作家のミロコマチコが参加し、セットの美術を手がけている。塩谷哲が担当した音楽は、テーマソング・BGM共にマンボをイメージした曲調である。
字幕放送での字幕はジェイの声が黄色、キーウィの声が水色、ブルブルの声が緑色、その他の声が白色で表示される。
2016年1月11日に放送された2回目のパイロット版をベースに、2016年4月4日からは「フックブックロー」に代わって平日朝7:35-7:45と、火曜17:35-17:45の枠でレギュラー版の放送を開始した。夕方の放送はオープニングの映像が朝と異なる（朝のオープニングは色々な物と番組タイトルが登場するのに対し、夕方のオープニングはミロコマチコがコレナンデ商会を描く映像であり、夕方はジェイによる「Evening!!」のコールがある（タイトルには出ない）等）。
平日朝・夕の2016年度のエンディングテーマはオープニングテーマと同じ（ただし、オープニングより短い）だったが、2017年度からエンディングが「明日も歌おう」に変更された。画面中央部にある額縁の中で映像が展開されるものであり、ジェイが店の中を掃除→ブルブルがピアノ周りを掃除→キーウィがその様子を眺める→ネズミ2匹が店の中を徘徊→店の様子→最後に店の絵が画面全体に出る（ナイが出ない日はここで「おわり」の文字が出る）というものである。ただし、ウグイスの回ではウグイスが鳴いた所で「おわり」の文字が出た。2021年度よりエンディングが「あした咲いてる」に変更され、頭が顔付きの花になっている棒人間と蝶々のアニメ映像を額縁の背景に、その額縁の中で映像（映像のおさらいの様子、お話の続きなど）が展開されるものとなっている。コレナンデサンデーのエンディングは、ナイの歌と映像である。
データ放送では、放送終了の1分30秒前頃からゲームが1回出来るようになる。内容はスロットゲームで、縦に並んだ上・中・下の3つの画面を同じキャラクター（ジェイ以外の2種類は、3ヶ月毎に更新される）に揃えるもので、揃った場合は20〜30ポイント獲得と揃ったキャラクターの情報（ナンデーとサンデーか物の場合は名前の部分が「？？？」と表示される）が表示、揃わなかった場合は1〜5ポイント獲得とラッキーアイテムの情報が表示される（ポイントは『シャキーン!』と『はなかっぱ』と共通）。2017年度までは平日朝だけだったが、2018年度からは全ての放送でできるようになった。又、2020年7月以降は金曜日はオープニングで番組タイトルに、ジェイによる｢Selection…｣のコール(番組タイトルの後には｢金曜セレクション｣)が加わった、｢コレナンデ商会 金曜セレクション｣(後の｢コレナンデ商会 金セレ｣)としてジェイの新録の映像を交えながら、過去の映像の総集編を放送する。
2021年度は改編により、火曜夕や日曜朝の放送が廃止され、平日朝(平日 7:20 - 7:30)のみの放送となった。
シンガポールでも放映されている。
2022年3月31日をもって放送を終了。1995年の『ハッチポッチステーション』開始以来続いてきたNHKEテレのパペットバラエティシリーズも本作が最終作となり、26年間の歴史に幕を下ろした。
最終回は歴代シリーズの各パペットキャラクター（『ハッチポッチステーション』のジャーニー、ダイヤ、トランク、『クインテット』のアリア、フラット、スコア、シャープ、『フックブックロー』の野辺留文句治、野辺留しおり）が、ゲスト出演として登場。そのうち『クインテット』からゲスト出演のアリア（声:茂森あゆみ）とフラット（声:玄田哲章）にはセリフが与えられていた。最終回終盤は出演者全員で視聴者に挨拶を行い、『Beautiful City』の曲を和訳したものを歌ったのちに、最後にナイが視聴者に挨拶をして番組を締めくくった。

### コレナンデサンデー
2018年度から2020年度まで、『コレナンデサンデー』のタイトルで日曜日にも放送された（放送時間は7:00-7:10）。ジェイ・ブルブル・キーウィは寸劇パートには登場せず、間田ナイ・ターキー・ナンデーとサンデー・歌う戦隊ノドジーマンのいずれかがメインとなる。歌のパートは通常の「コレナンデ商会」で放送されたものを再使用している。年末年始等の特番やEテレフリーゾーンでの放送を除き、パペットバラエティシリーズが日曜日に放送されるのは2003年度の「あつまれ！みんなの広場・ハッチポッチステーション」以来約14年ぶりである。
オープニングは平日朝と同じ「アレナンデコレナンデ」だが、映像（日曜にちなんで、赤いものが多く映る）・歌唱（途中の「ウーッ」はジェイではなく、ナイとナンデーとサンデーが言う、歌の最後のコレナンデ商会の部分は「コレナンデサンデー」と歌う。）とも若干の相違点がある。エンディングは平日（「アレナンデコレナンデ」・「明日も歌おう」）とは異なり、ナイ（阿澄佳奈）の歌うコレナンデサンデー独自のものを使用。
最終回（2021年3月28日放送分）では、特に終了の挨拶等はなく、放送時間変更（平日朝のみ）の告知のみ表示された。

## 登場人物
クークーはパイロット版第1回のみ登場。キーウィはパイロット版第2回以降、ナンデーとサンデーはレギュラー放送に登場する。さらにブルブルのパペットデザイン（口の色がパイロット版第1回は黒、パイロット版第2回・レギュラー放送では赤）と担当声優、ジェイとブルブルの衣裳もパイロット版第1回と第2回以降で異なる。ナイを除くキャラクター名は鳥の英語名に由来する。
ジェイ
演 - 川平慈英
職歴：コレナンデ商会 オーナー
コレナンデ商会のオーナーでブルブルからは「社長」または「ジェイさん」、キーウィからは「ジェイさん」と呼ばれる。茶色の帽子を被っている。自分の好きなモノやセンスにあったモノなら、古いものでも壊れたものでも何でも店に置いてしまう。音楽と楽しい話とガラクタをこよなく愛する。
アバウトで、超が付くほどのポジティブ人間。想像することが大好きで、よく自分の世界に入り込む。カエルや毛虫は苦手らしい。また、店員のブルブルには厳しい反面キーウィには甘い。
基本はボーカル担当だが、三線やウクレレを弾いたり、ボンゴやカホンを叩いたり等芸達者。一人称は「ボク」または「わたくし」で、口調は川平そのもの。名の由来は演じる川平の名前と、カケスの英語名「jay」から。又、「コレナンデ商会　特別編 タイムマシン」以降は、稀に「クインテット」のアキラ以来のパペット人形で登場される場合がある。
最終回では、店を畳みトラックで世界を回る訪問販売に切り替えることを決意。トラックで日本や世界を駆け回っている。
ブルブル
声 - 関俊彦（パイロット版第1回） → えなりかずき（パイロット版第2回・レギュラー版）
職歴：コレナンデ商会 従業員
コレナンデ商会の店員でジェイ達から「ブルブルくん」と呼ばれる（彼より年下のキーウィからもこう呼ばれる）。髪色は黄色で前髪は切りそろえている。丸鼻で、それを気にすることもあった。水色に青の三角の模様が描かれた服を着ている。コレナンデ商会から徒歩5分（走れば2分）の距離の所にある家に住んでいる。ジェイとは正反対の性格で、キレイ好きで心配性、さらに神経質で臆病。怠惰が信条なのか、仕事を平気でサボって漫画を読んだりゲームをしたり居眠りをするが、食べ物の話を聞くと一発で動き回ったりしている。地理や歴史関係には詳しい所も見せるが、知ったかぶりやひけらかしも多い故、よく怒られる。占いといった非科学的なものは信じない。また、重度の食いしん坊でもありおやつに目がない。料理上手という意外な一面もあり、作中では皆にラーメンやカレーを振舞っている（味も中々の絶品）。しかし、納豆嫌いな一面も。ジェイとの共通点は、自己顕示欲は旺盛で芸達者な上に音楽が大好きであり、すぐに調子に乗りやすい点。また、ピアノの名人でもある。夢はコレナンデ商会の社長になることだが、最近は思いきり昼寝をすることに変わっている。「♪ブルブル ブルブル アイムブルブル…」という歌詞のテーマ曲がある。カエルの「ケロスケ君」や毛虫の「モゾモゾ君」といった生き物を友達としている。「BCG47」という新人アイドルグループのファン。一人称は「ボク」。名の由来は彼の性格が「ブルー」であることと、ヒヨドリの英語名「bulbul」から。
また、ブルブルの声を担当しているえなりの名に因んで名付けられた「エナリー」というウサギの置物が登場することがある。
ブルタ ブルゴロウ
ブルブルの先祖。「イヤじゃ姫」の爺や。
ジェイと共にタイムマシンで来た、ブルブルを子孫と知り、元の時代（現在）に帰した。
キーウィ
声 - 吉木りさ
コレナンデ商会の近所に住む10歳の女の子でジェイ達から「キーウィちゃん」と呼ばれている。髪色はピンクでポニーテール。黄色に赤の丸い模様が描かれた服を着ている。性格は活発かつ好奇心旺盛で、コレナンデ商会に置かれているさまざまなモノに興味津々。だが、そのせいでお店を引っかき回し過ぎてジェイさんを困らせてしまう事もある。また、ウサギを筆頭にかわいいもの全般が大好きで、お店で気に入った商品をそのまま持って帰ってしまう事もある。小学生ながらややおませで自分のことを「可愛い」と言う等、 少し生意気な部分も。たまにピンクのランドセルを背負って店に来る。イヤリングや口紅をしており、アイドルを夢見ている。母親はものを直すのが仕事らしく、お菓子を時々作ってはお土産に持たせている。
最終回には、ジェイ、ブルブル、ターキーを見送った。
リズム感抜群で、パーカッションの名人で、ドラムスも演奏できる。「おはよう～（夕方は「ただいま」）キーウィだよ～」と言って登場することが多い。一人称は「キーウィ」または「わたし」。名の由来は鳥のキーウィから。
イヤじゃ姫
キーウィに酷似した、お姫様。
気に入らない事があると、すぐに「イヤじゃ」と投げ出す事から、ブルヤマから呆れられている。
タイムマシンで来た、ジェイとブルブルを牢屋に閉じ込めた。
間田 ナイ（まだ ナイ）
声 - 阿澄佳奈
捨てられていたところをジェイさんに拾われ、コレナンデ商会に連れてこられた招き猫。左手をあげている。独身。誰も見ていないとき、気だるげな感じでつぶやくことがあり、一通りしゃべった後に「よろしく」と言う。冷静沈着で、知識は豊富。魚や鶏肉が好物。一人称は「わたし」または「ナイちゃん」（パイロット版では「あたし」とも。）。稀にジェイたちのいるところでつぶやく時もあるが、3人はどこで誰が喋っているのか分からず、驚きのあまり慌てることもしばしば。名の由来は『吾輩は猫である』の一節「名前はまだ無い」からで、パイロット版第2回で正式に明かされる。時折、番組の最後に出てきて「明日（金曜は「来週」）もよろしく」、「じゃ、また。よろしく」、「にゃーお」などと言う。オープニングにはクローズアップ（紹介）されないが、ジェイが歌っているときに背景に登場する（コレナンデサンデーでは紹介されている）。夕方のエンディングでは朝の放送時間の告知を行う（尺によっては省略する場合もある）。
コレナンデサンデーはコレナンデ商会が定休日の為、ナイ主体の本編が定期的にあり、妄想でいろいろな場所へお出かけする。また、エンディングはナイが歌う曲と映像である。
2020年度からは、不定期で「ナイちゃんクイズ」と題してその回のコレナンデ商会の様子について出題する。正解発表の時、ナイは正解したらコレナンデ検定○級と言って締める。
時折後続番組「みいつけた!」に連絡を取る場合があり、その時に大人気コーナー「オフロスキーの呼んだ?!」の物真似をすることがある。
ターキー
声 - 北村岳子
職歴 ： ヘモグロ便 従業員 → コレナンデ商会 トラックドライバー
宅配便「ヘモグロ便」の配達員。とにかく明るくはつらつで、ヨーロッパ訛りの言葉で話す。初登場時はブルブルから何を言われてもひたすらハンコの催促をしていた事から仕事熱心な様だが、そのままお店に居座って3人に混ざってしまう姿も時々見られる。2017年6月5日の放送から登場した。 オープニングには歌ってはいるが登場はしない（コレナンデサンデーでは登場している）。
最終回には、ヘモグロ便を辞め、コレナンデ商会のトラックドライバーに転職した。
名前の由来：七面鳥の英語名「turkey」から。
クークー
声 - 阿澄佳奈
コレナンデ商会の店員のクールビューティーな女性。髪色は青でストレートヘア。名の由来は彼女の性格「クール」とカッコウの英語名「cuckoo」から。パイロット版のみ登場したキャラクターで、本編には登場していなかった。
ナンデーとサンデー
声 - 塩谷聖人(ナンデー)、不明(サンデー)
コレナンデ商会に住み着く服を着た2匹のネズミ。青い服を着ている方がナンデー、オレンジ色の服を着ている方がサンデー。ブルブルのドーナツやクッキーを勝手に食べたりする。家にはドアがついており、施錠もされてある。歌のコーラス等を担当するがそれ以外では鳴き声しか発さない。サンデーはバイオリンを演奏でき、ブルブルがジェイが大事にしていたお皿を割ってしまった際、ウソをついて2匹のせいにしようとして説教を食らった時には「ツィゴイネルワイゼン」の一部分を演奏していた。ナイ同様、彼らはオープニングには登場しない（コレナンデサンデーでは登場している）。
サンデーは家にあるテレビでコレナンデ商会を見ようとした事があるが、後から来たナンデーとチャンネル争いになってしまった（最後は一緒に本を読んでいた。ちなみにナンデーがテレビで見ようとしていたのは「エクスとプレス」（「ハッチポッチステーション」で放送されていたアニメ。ただしBGMは放送されていたものと異なる））。

### 最終回に登場したパペット
「フックブックロー」、「クインテット」等の「コレナンデ商会」以前のパペットシリーズのキャラクターが記者会見という形で再登場していた。

### 「ハッチポッチステーション」より
ジャーニー・タビスキヤネン3世
記者会見の記者として登場。台詞無し。
会見時にテレビカメラを操作している。
ダイヤグラム
記者会見の記者として登場。台詞無し。
トランク
記者会見の記者として登場。僅かながら鳴き声を発している。

### 「クインテット」より
「クインテット」の面々は最終回ゲスト出演より前に、本番組にてカメオ出演をしている経歴があり、ジェイが修理したブラウン管テレビから『クラリネット・ポルカ』を演奏している場面が流れた。なお、当時番組に出演していたアキラ（宮川彬良）も映像内に映っているが、最終回にはパペット共に未出演。
スコア
記者会見の記者として登場。台詞無し。
フラットの発したダジャレと直後のブルブルの反応に少々呆れている様子を見せている。
フラット
声 - 玄田哲章
記者会見の記者として登場。
コレナンデ商会の閉店を知ってショックのあまりダジャレを発した。更にブルブルが言おうと思っていた台詞を取ったことで、彼に突っ込まれており、キーウィから叱責を受けた。
アリア
声 - 茂森あゆみ
記者会見の記者として登場。
ジェイに真面目に質問をしていた。
シャープ
記者会見の記者として登場。台詞無し。

### 「フックブックロー」より
野辺留文句治
記者会見の記者として登場。台詞無し。
野辺留しおり
記者会見の記者として登場。台詞無し。
フラットのダジャレに対するブルブルの反応に失笑する素振りを見せている。

## 放送時間
朝(本放送)
- 2016年度-2020年度まで(2016.4.4− 2021.3.26)
  - 平日 7:35 - 7:45
- 2021年度以降(2021.3.29−2022.3.31)
  - 平日 7:20 - 7:30

朝の本放送枠は前番組の「フックブックロー」時代の2014年度から7:35開始で固定されていたが、2021年度には｢みいつけた!｣の放送時間を7:30 - 7:45に移動させ、本番組の放送時間が7:20 - 7:30へと移動した。又、2020年7月からは、金曜日の放送が｢コレナンデ商会 金曜セレクション｣となっており、過去の再放送に切り替えられている。

夕(再放送)
- 2016年度-2020年度まで(2016.4.5− 2021.3.23)
  - 火曜日 17:35 - 17:45

火曜日夕は、火曜日朝の再放送。
- 2021年度以降(2021.3.30−2022.3.26)
  - なし

17:35の日替わり枠でのパペットバラエティーシリーズの放送は、「フックブックロー ミニ」(木曜日17:35 - 17:40)時代の2015年度からこの時間帯の放送で固定されていたが、2021年度には日替わり枠での放送を撤廃し、朝の放送のみとなる。

コレナンデサンデー
- 2018年度-2020年度(2018.4−2021.3.28)
  - 日曜日 7:00 - 7:10

### 変遷
| 期間       | 期間       | 放送時間（日本時間）  | 放送時間（日本時間）       | 放送時間（日本時間）  |
| 期間       | 期間       | 平日                  | 平日                       | 日曜日                |
| 期間       | 期間       | 朝                    | 夕                         | 日曜日                |
| ---------- | ---------- | --------------------- | -------------------------- | --------------------- |
| 2016.04.04 | 2018.03.30 | 07:35 - 07:45（10分） | 火曜 17:35 - 17:45（10分） | （放送なし）          |
| 2018.04.01 | 2021.03.26 | 07:35 - 07:45（10分） | 火曜 17:35 - 17:45（10分） | 07:00 - 07:10（10分） |
| 2021.03.26 | 2022.03.31 | 07:20 - 07:30（10分） | （放送なし）               | （放送なし）          |

## スタッフ
- 原作 - 下山啓
- 音楽 - 塩谷哲
- 振付 - 本間憲一
- 人形制作 - 人形劇・木ぐつの木
- アートディレクション - 藤枝リュウジ、ミロコマチコ、宗誠二郎
- 制作協力 - 81プロデュース
- 制作 - NHKエデュケーショナル
- 制作･著作 - NHK

## 楽曲

### 主題歌
オープニングテーマ「アレナンデコレナンデ」
作詞 - 下山啓 / 作曲・編曲 - 塩谷哲 / 歌 - ジェイ（川平慈英）、ブルブル（えなりかずき）、キーウィ（吉木りさ）
公式サイトでも聞くことができる。又、2021年度以降に制作された回の一部は、2016年度のエンディングと同じく短縮されたり、省略されたりするケースもある。
コレナンデ商会エンディングテーマ「あした咲いてる」(2021年度以降)
歌 - ジェイ（川平慈英）、ブルブル（えなりかずき）、キーウィ（吉木りさ）、間田ナイ（阿澄佳奈）
コレナンデサンデーエンディングテーマ1「マネキネコノコ」
歌 - 間田ナイ（阿澄佳奈）
コレナンデサンデーエンディングテーマ2「しあわせをマネキネコ」
歌 - 間田ナイ（阿澄佳奈）

### 番組オリジナル曲
作詞は下山啓、作曲は塩谷哲。
- いーじゃん
- 鳥はえらい
- やったね
- サイコロ
- マグカップのサンバ
- コレナンデ商会の自己紹介[注 17]
- さらばおやつよ
- イタダキマス
- 空はなにいろ
- よりみち
- アイドルになりたい
- いい夢見よう
- ハッピーエンド
- 本のうた
- かお
- できないはずがない YOU CAN DO IT![注 18]
- 恋するドーナツ
- でっかい夢
- いぬ
- おじいちゃんへ
- だっぴのうた
- 海であいましょう
- メリーポピンズのように
- うわのそら
- 地球はボクがまわしてる
- ひまな時に歌う歌
- まねきねこのサンバ
- よくかんでたべなさい
- 告白
- アイロン・アッチッチ
- ラップをかける
- かわいいフォトジェニック
- 恐竜のせいかつ
- ろてんぶろ
- 冬眠のララバイ
- ため息のボサノバ
- いっしょだね
- 秘密を守る歌
- まよってるんば
- 七人の神様
- 十二支のタンゴ[注 19]
- たぶんおもいで
- イロイロボンバ
- 字をかこう
- 夕陽のGAMAN
- ジャングル探検
- ギロギロ
- クッキング
- 六本足のロックンロール
- ピザが焼けるときの歌
- ひかないで[注 20]
- サルサのサルさ
- ワレワレハ
- 夢ふくらまそう[注 21]
- タイディ・アップ
- コレナンデ音頭[注 22]
- 42.195キロ
- 縄文ヒーロー・キャプテンドグー
- 愛とアイデア
- ファイアー・ファイター
- おかいものピッピッ
- 非常口ドッチ？
- オカズの魔法使い

### 童謡
- オバケなんてないさ
- にじ
- どんな色がすき
- ひろい世界へ
- ドレミの歌（ペギー葉山訳詞による日本語版）
- ネコふんじゃった
- 浦島太郎
- おつかいありさん

### 番組カバー曲
- 恋 （星野源）[注 23]
- U.S.A.（DA PUMP） [注 24]
- 晴れたらいいね（DREAMS COME TRUE）
- どかーん（真心ブラザーズ）[注 25]
- アジアの純真 （PUFFY）[注 26]
- おどるポンポコリン（B.B.クイーンズ）
- 夢の中へ（井上陽水）
- ありがとう（井上陽水・奥田民生）
- ビューティフル・ネーム（ゴダイゴ）
- MONKEY MAGIC（ゴダイゴ）
- 恋のダイヤル6700（フィンガー5）
- 雨に唄えば（映画『雨に唄えば』より）（途中、下山啓による日本語訳詞となる）
- ヴォラーレ(Volare)（ジプシー・キングス）（歌詞は下山啓による日本語訳詞）
- コトバのうた
- 未来へ（Kiroro） [注 27]
- もしもピアノが弾けたなら （西田敏行）[注 28]
- 365日の紙飛行機（AKB48）
- サウスポー （ピンク・レディー）[注 29]
- 鉄道唱歌（番組では令和山手線編として、2020年3月14日に開業した高輪ゲートウェイ駅を含めた山手線全30駅を内回りの順に鉄道唱歌のリズムにのせて歌っている[注 30]。作詞は下山啓。）
- 愛は勝つ（KAN）
- 愛をこめて花束を（Superfly）
- チキチキバンバン（映画『チキ・チキ・バン・バン』より）
- I’M ALWAYS CHASING RAINBOWS[注 31]
- UFO（ピンク・レディー）
- ワンルーム・ディスコ（Perfume）
- 会いたかった（AKB48）
- 打上花火（DAOKO）
- スーパーカリフラジリスティックエクスピアリドージャス（映画『メリー・ポピンズ』より）
- アンダー・ザ・シー（映画『リトル・マーメイド』より）
- お誕生日じゃない日の歌（歌詞は下山啓による日本語訳詞）（映画『ふしぎの国のアリス』より）
- HAPPY HAPPY BIRTHDAY（DREAMS COME TRUE）
- 残酷な天使のテーゼ（高橋洋子）
- タイプライター
- 東京ブギウギ（笠置シヅ子）
- Happiness（嵐）
- 新宝島（サカナクション）
- フラワー（KinKi Kids）
- ぼよよん行進曲（中西圭三）
- 絵本の森の迷子たち（前作『フックブックロー』のオリジナル曲）
- ただいま考え中（前々作『クインテット』のオリジナル曲）

他

## 主なコーナー
コレナンダッペディア
本編で紹介された物を更に細かく分かりやすく説明するコーナー。
ナレーションは塩谷聖人(塩谷哲の実子)だが、金曜セレクションの「ウクレレ」「三線」では、このコーナーでジェイがナレーションの声マネをしながら楽器を説明している。
歌う戦隊 ノドジーマン
NHK総合テレビで放送中の『NHKのど自慢』をヒーローに仕立てたショートコント。主題歌はえなりが担当。ブルブル扮するノドジーマンが「1番、○曜日の歌」とコールした後に歌い始めるが、途中で「鐘1つ」を鳴らされ、途中で強制終了されてしまう。そのあとすぐに宇宙の彼方まで飛び去ってゆく。なお、「戦隊」と名乗っているが、メンバーは1人だけである（主題歌では後ろに戦隊のメンバーらしき2人の影が描かれている）。
コレナンデサンデーでは、このコーナーが本編として扱われた事がある。
2021年3月26日に放送された特別回「タイムマシン」では、2021年3月29日から3月26日に帰る際に、ノドジーマンが現れたことがある。
アイドルになりたい
はやくちシャワー
早口言葉を阿澄がしゃべる。スピードは徐々に上がっていく。
4コマの詩（うた）
藤枝の絵をベースに、九九やスポーツの言葉、早口言葉などの一部をダジャレを交えて紹介していくコーナー。ナレーションは阿澄が担当。
マダム・ウーの神秘の占い
ターキー扮する「マダム・ウー」が未来を占うコーナー。
水晶に写ったものの特徴を生かし、未来を占うコーナーである。
コケごっこ
アニメーションのコーナー。「犬のおまわりさん」の犬や「森のくまさん」のクマなどの動物が歌の途中でバナナの皮で転び、ニワトリの鳴き声とともに「コケごっこ」のコールが入る。歌とナレーションはえなりと吉木が担当しているが、北村が加わる場合もある。
コレナン亭ぶる丸
2016年秋から始まった、落語家・コレナン亭ぶる丸による小噺のコーナー。毎度なぞかけを披露する。オチを言った後、ぶる丸は手応えを感じ失笑するが、観客には伝わっておらず、ぶる丸が焦りながらオチのギリギリまで説明するも「あっ お時間が来たようでございます。お母様に聞いてください。ではでは…。」と退散する流れがある。
ほめまっちょ
2021年度から始まったコーナー。ステージに上がった「物」を筋肉質の観衆がひたすら褒めまくるコーナー。観衆の声は佐々木啓夫と白石兼斗が担当。
ばちがいさがし
「桃太郎」など昔話のワンシーンで、明らかに場違いなキャラクターを見つけるコーナー。ナレーションはえなりが担当。コーナーの締めのセリフは「ハァー…ばちがいかーい！」
WooTube
番組オープニング「アレナンデコレナンデ」のイントロ部分を視聴者が踊る視聴者投稿コーナー。
アルアルマジロ
散歩しているアルマジロが、何かに驚くコーナーである。
何かが起こる前に、「アルアルアルアルアルマジロ、じろじろ見ないでアルマジロ」と言っている。
何かが起こった後は、驚いて「アルマジロ～」と逃げ去っている。
ダーク・テン
ターキー扮する「ダーク・テン」が、身近なものに、濁点を付けたり、外したりするコーナーである。
最初は濁点を外していたが、後の方では濁点を付けている。
【例：俳句→バイク、聖徳太子→消毒大事 等】

## グッズ
- 2017年にDVDとCDが発売された。